# Écorce de bouleau

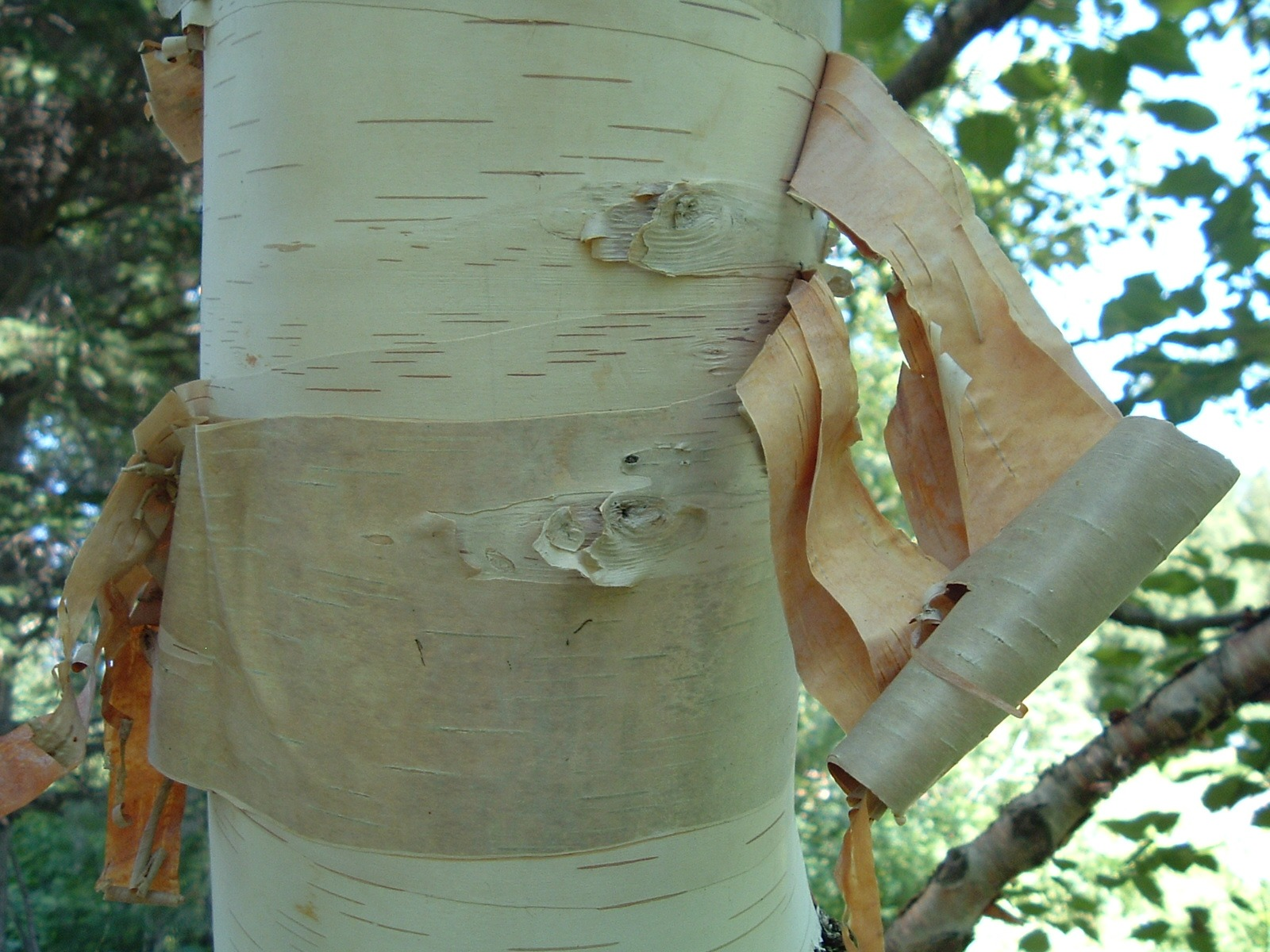
Écorce du bouleau à papier (Betula papyrifera), une espèce américaine.

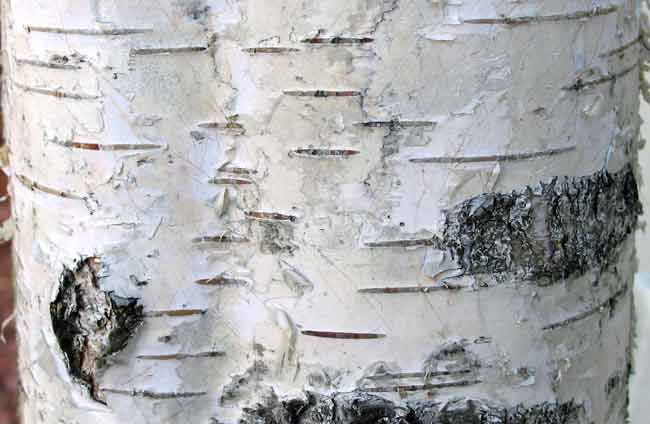
Écorce du bouleau verruqueux (Betula pendula), une espèce eurasiatique.

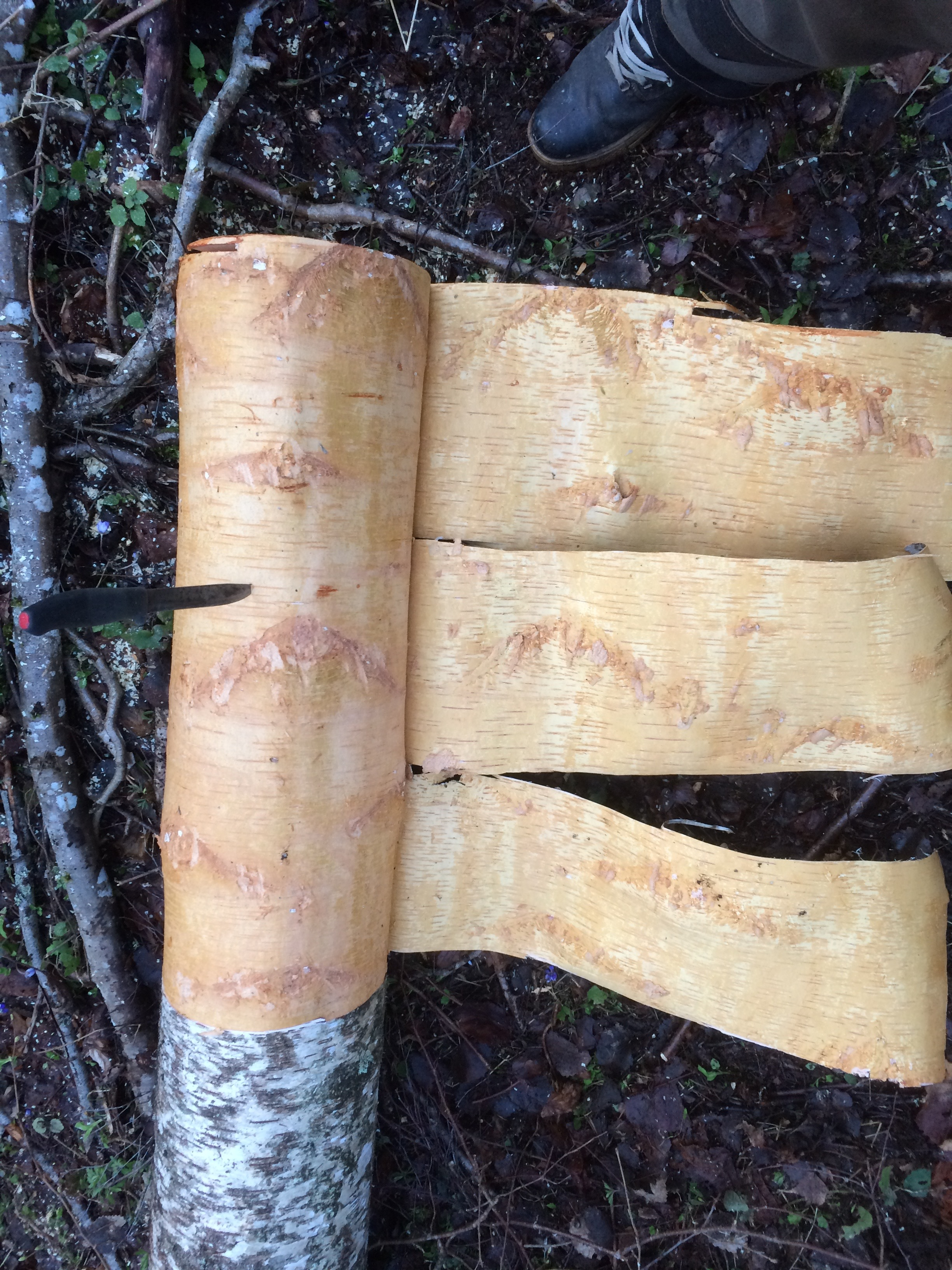
Écorce de bouleau

Ne doit pas être confondu avec Mâchecourt, Machecoul, Mâchecroute, Mâchicoulis ou Machico.
L'écorce de bouleau, ou mâchecoui au Canada, est un matériau traditionnel en Europe du Nord, en Russie, en Sibérie, au Canada et au nord des États-Unis. C'est un matériau souple, résistant et imperméable, qui se plie, se façonne et se coud aisément. Elle s'obtient facilement par incision superficielle des troncs et branches principales de diverses espèces de bouleau.
On l'appelle mâchecoui au Canada, lequel provient généralement du bouleau à papier (Betula papyrifera).
L'écorce de bouleau trouve de nombreux usages :
- comme revêtement pour les toits, wigwams, canoës ;
- comme matière première pour réaliser divers types d'objets : boîtes, sacs, paniers, mocassins, chapeaux etc ;
- comme support d'écriture ou d'arts graphiques ;
- comme allume-feu : son imperméabilité permet à la couche interne de rester sèche même par mauvais temps.

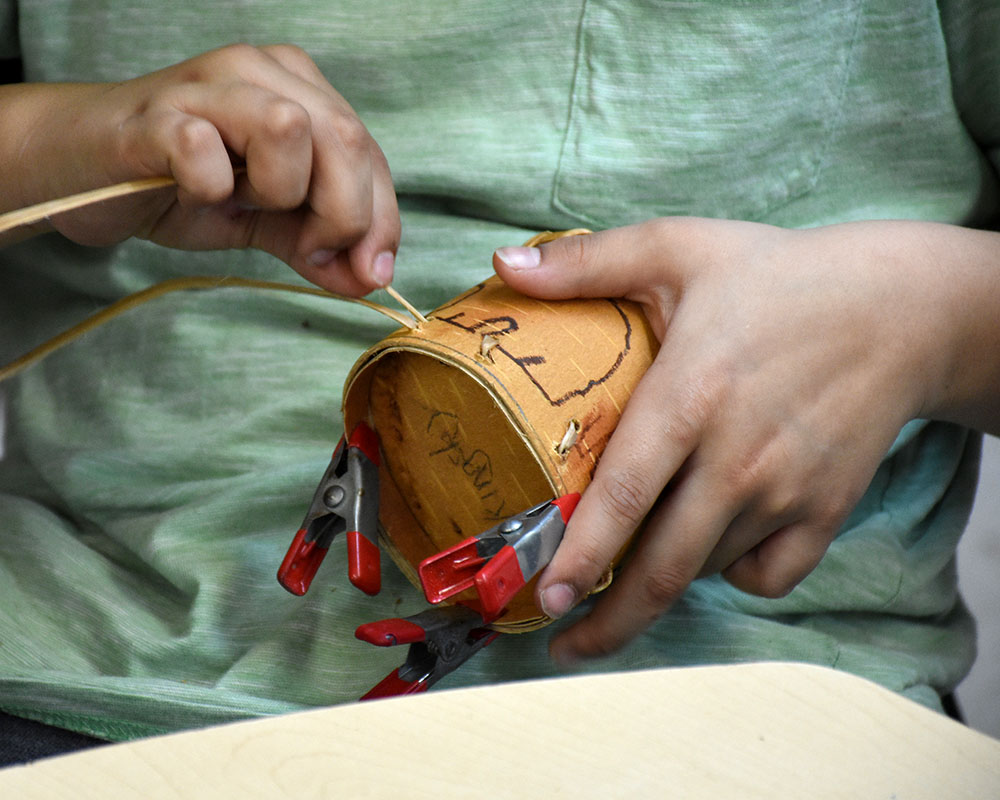
Panier en écorce fait par un jeune Atikamekw
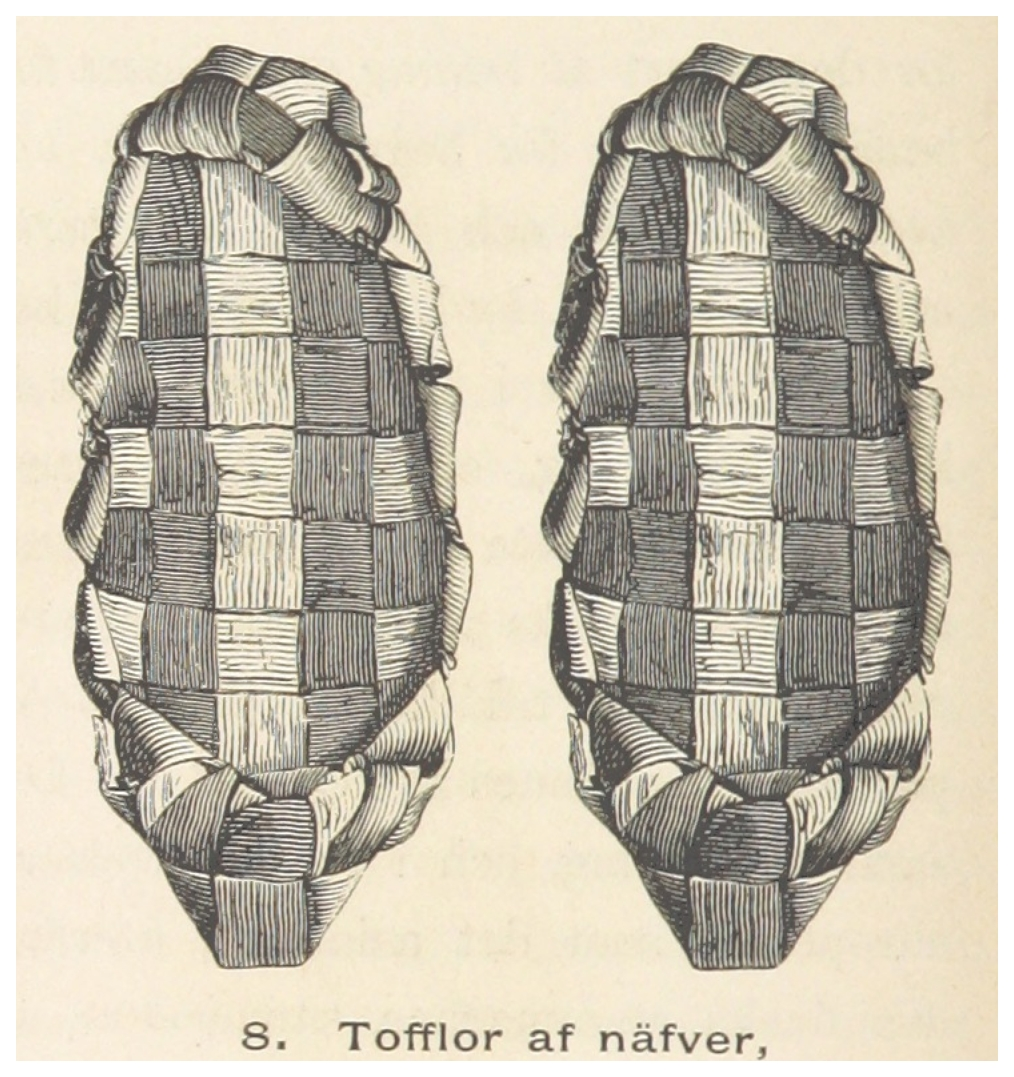
Galoches finlandaises.
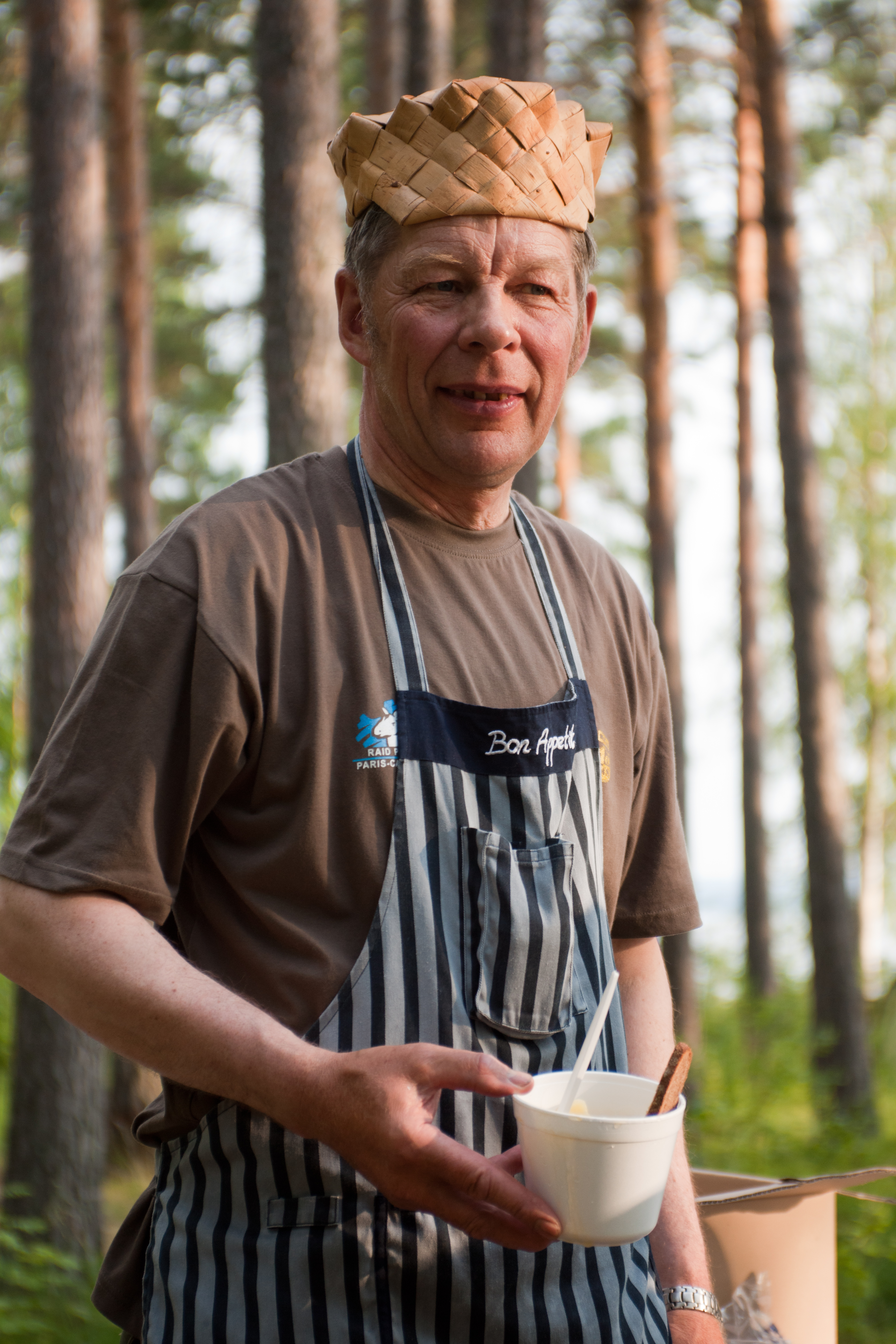
Bonnet.
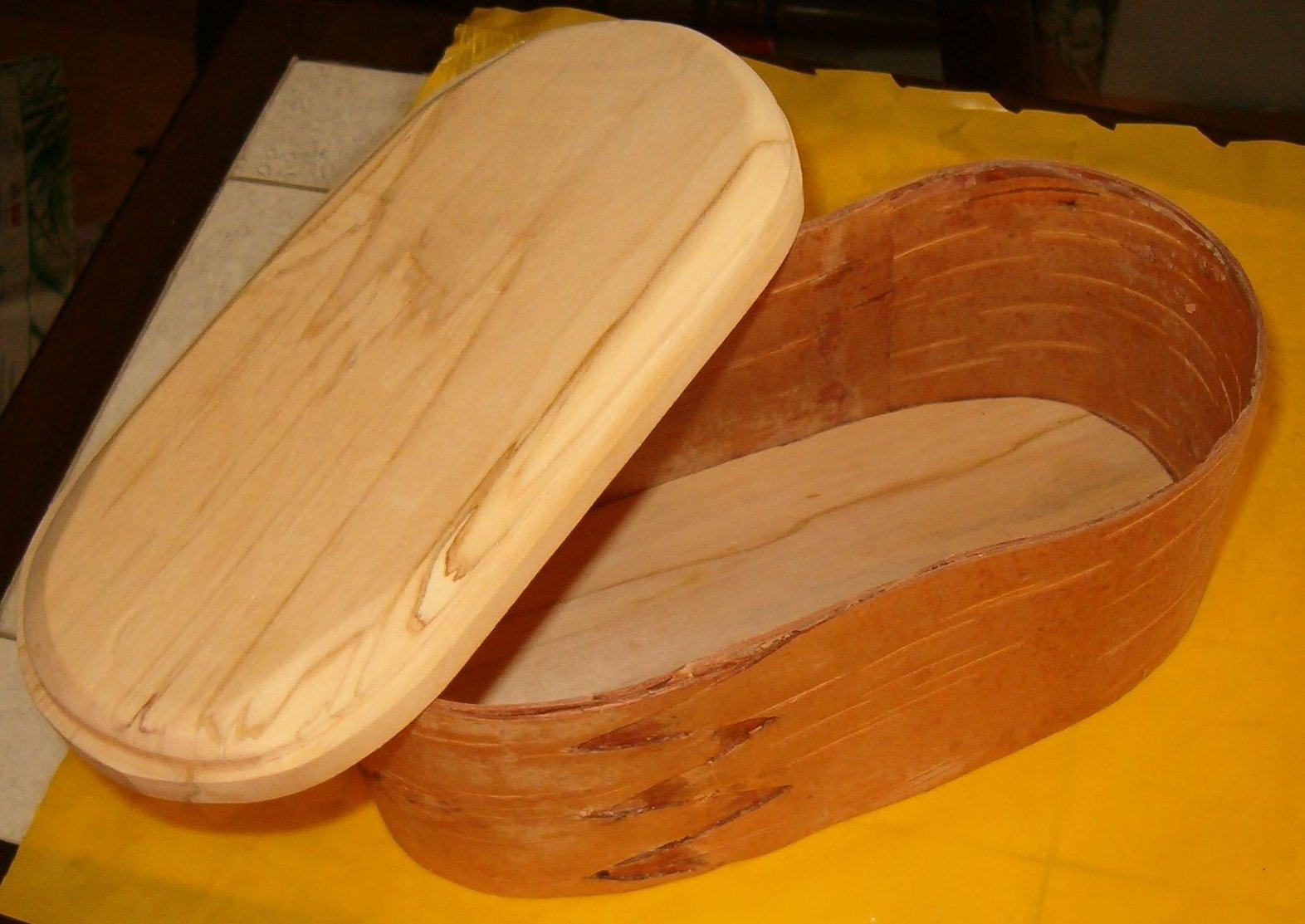
Boîte.
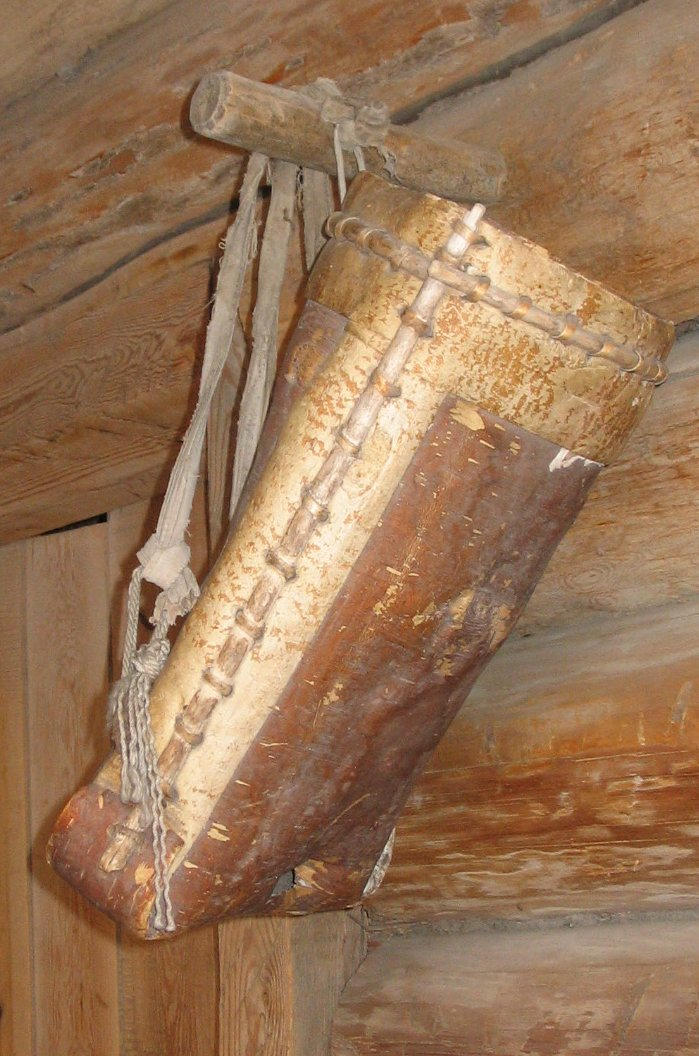
Hotte.
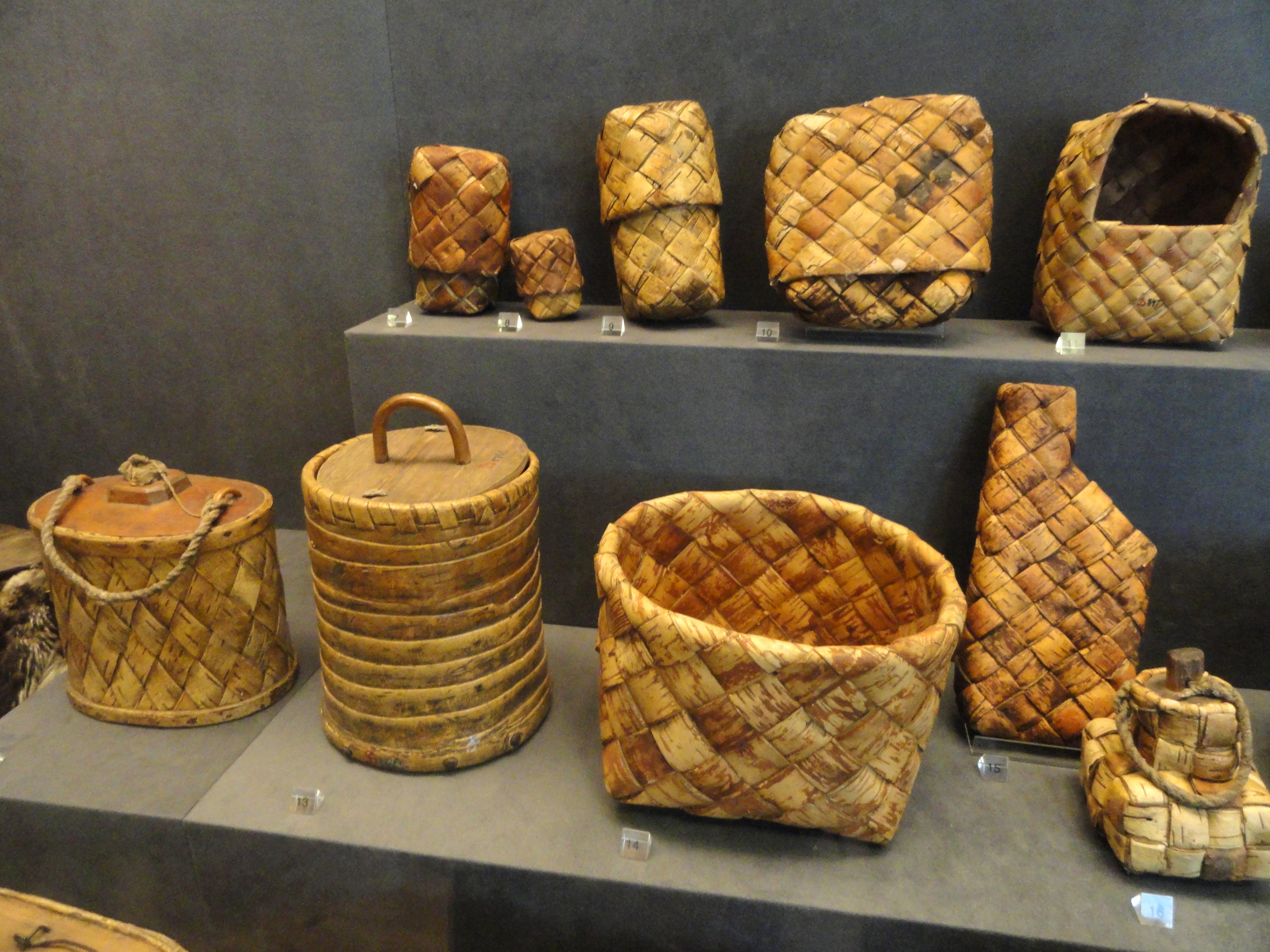
Paniers.
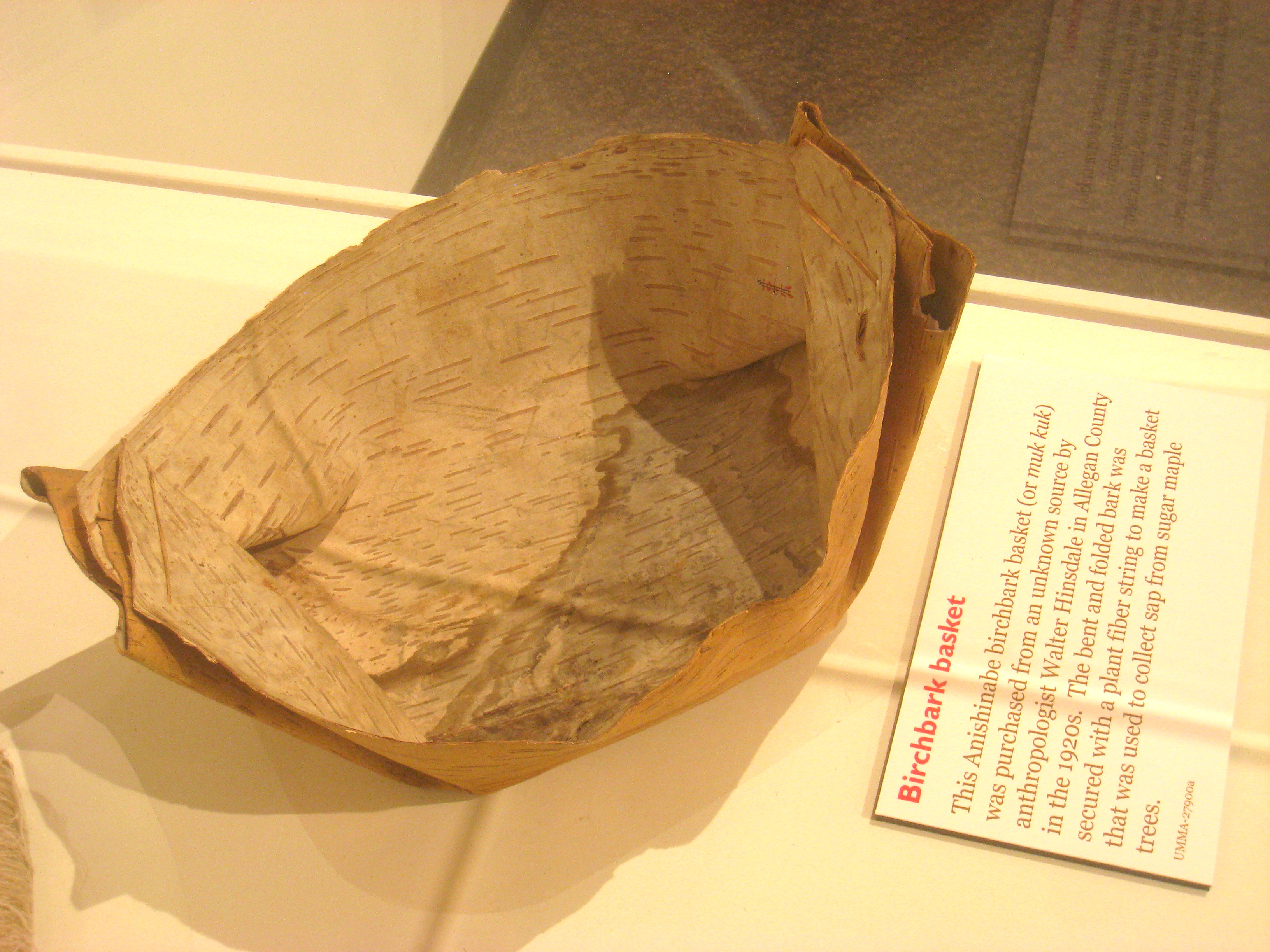
Corbeille anishinaabe.
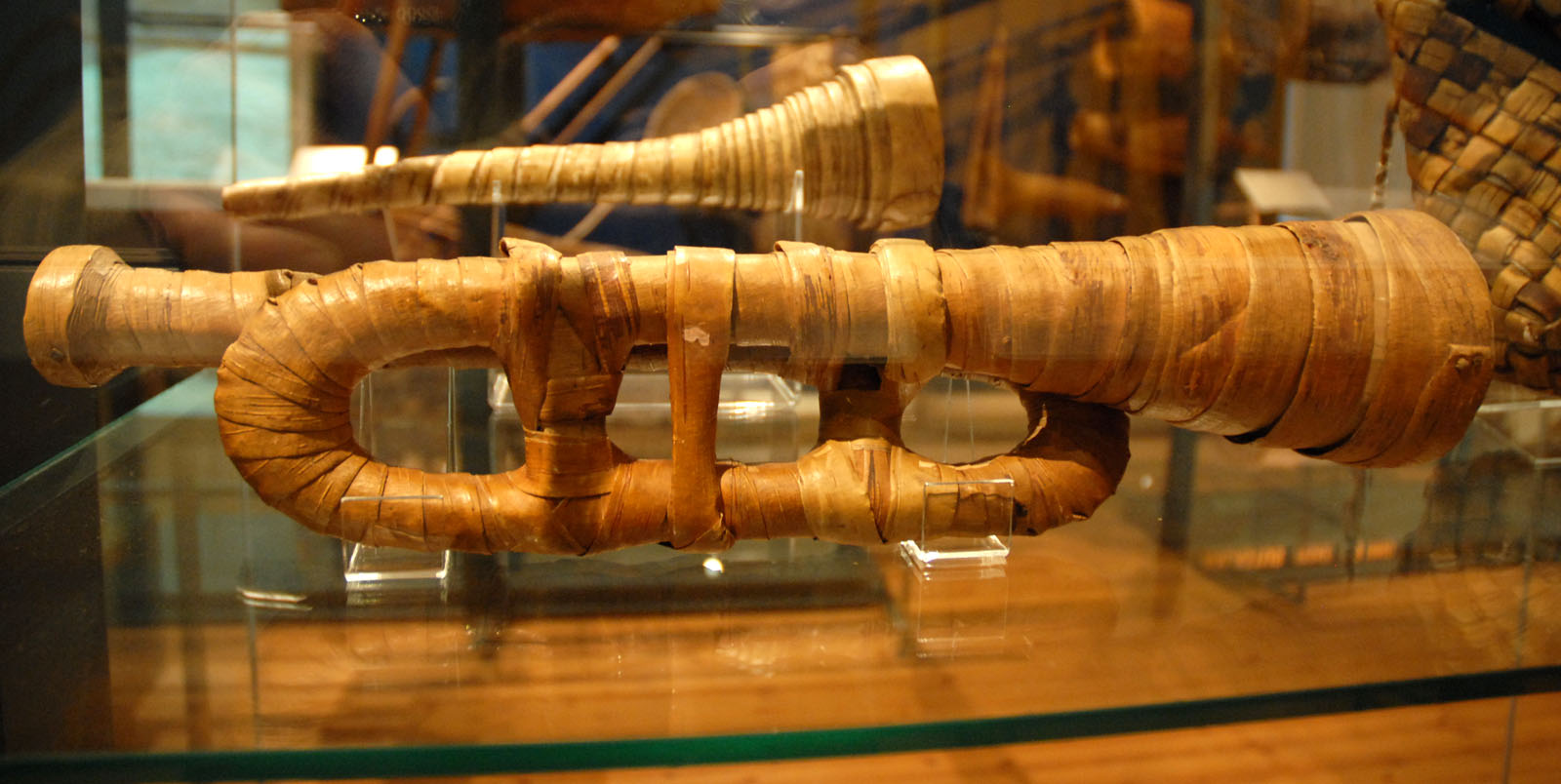
Cornes de berger.
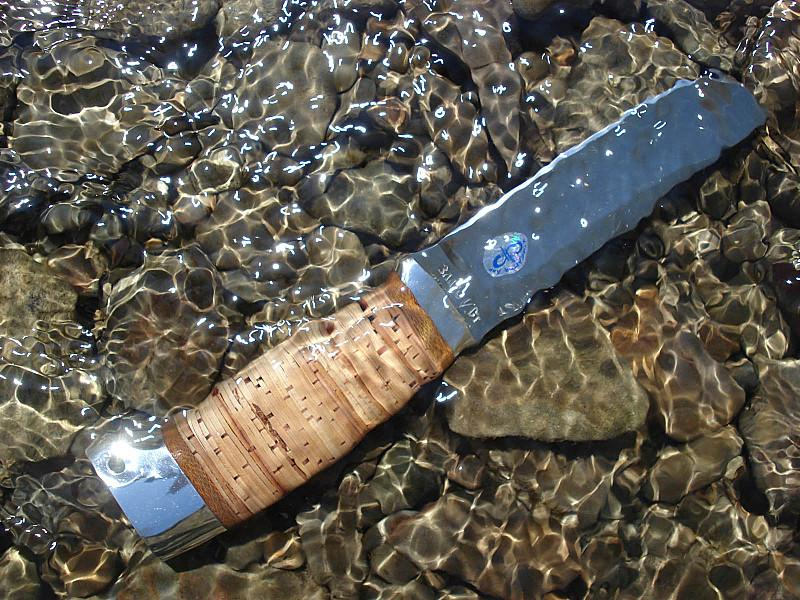
Manche de couteau.
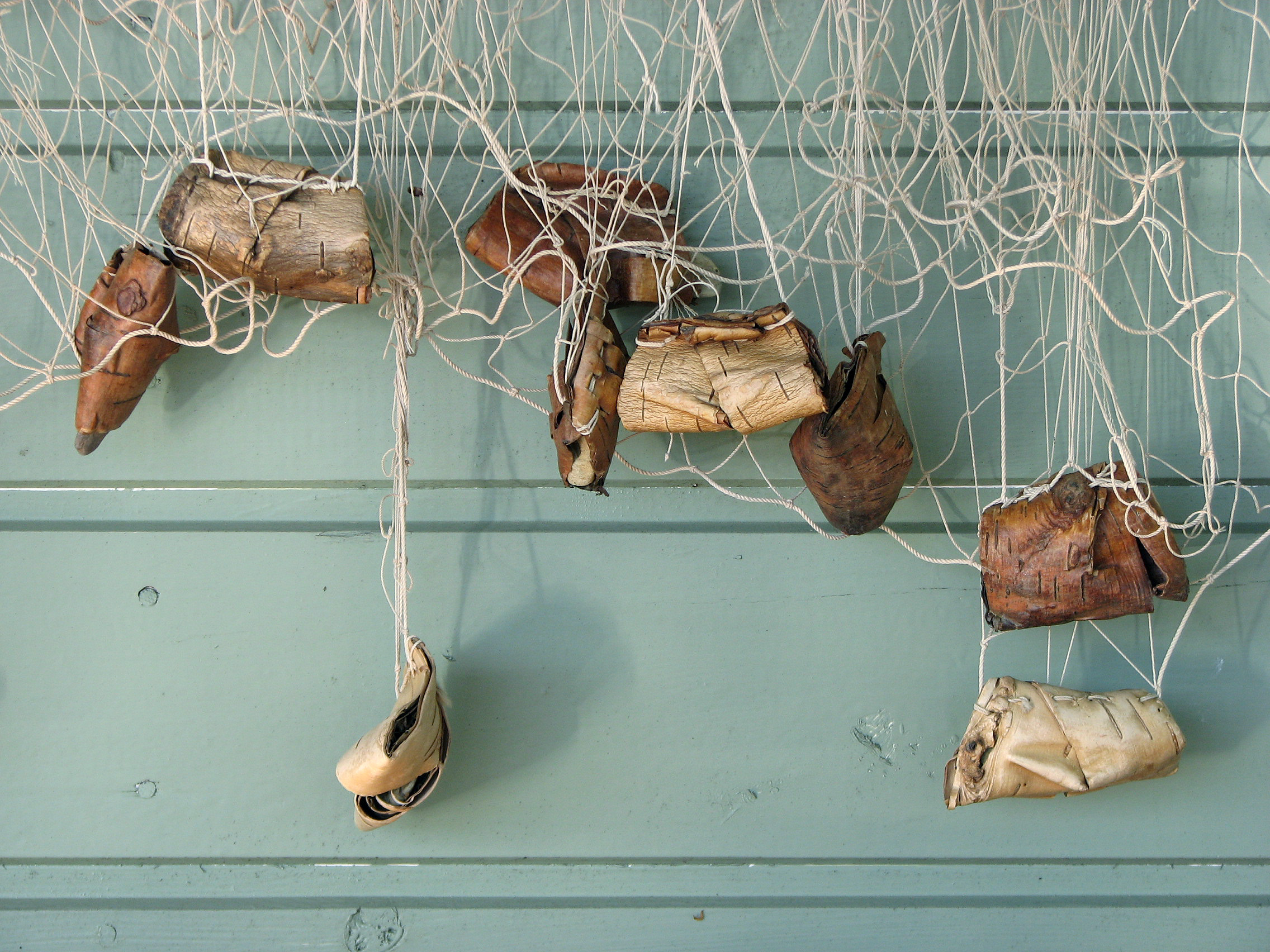
Enveloppes de lest de filet.
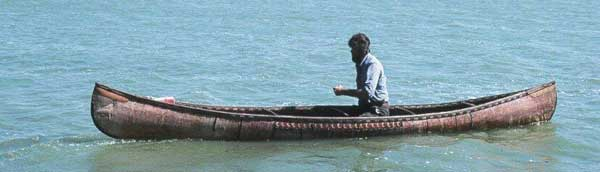
Canoë.
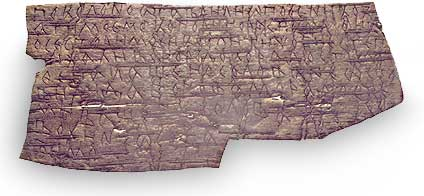
Lettre sur écorce (Novgorod, XIVe siècle).